# Sphenomorphus consobrinus
Sphenomorphus consobrinus este o specie de șopârle din genul Sphenomorphus, familia Scincidae, descrisă de Wilhelm Peters și Doria 1878. Conform Catalogue of Life specia Sphenomorphus consobrinus nu are subspecii cunoscute.